# Mike Reilly
Michael "Mike" Reilly, född 13 juli 1993, är en amerikansk professionell ishockeyback som är kontrakterad till Boston Bruins i NHL och spelar för Providence Bruins i AHL.
Han har tidigare spelat för Minnesota Wild, Montreal Canadiens och Ottawa Senators i NHL; Iowa Wild i AHL, Minnesota Golden Gophers i National Collegiate Athletic Association (NCAA).
Reilly draftades av Columbus Blue Jackets i fjärde rundan i 2011 års draft som 98:e spelare totalt.
Den 26 februari 2018 blev han tradad av Wild till Montreal Canadiens i utbyte mot ett draftval i femte rundan 2019.

## Statistik
| 2008–2009   | Academy of Holy Angels Stars |             | 25  | 2  | 24 | 26 | 12  | 2  | 0 | 1 | 1 | 0  |
| 2009–2010   | Academy of Holy Angels Stars |             | 24  | 4  | 29 | 33 | 19  | 2  | 3 | 2 | 5 | 0  |
|             | Team MPLS Magazine           |             | 20  | 6  | 3  | 9  | 4   | —  | — | — | — | —  |
|             | Team TDS Transportation      |             | 3   | 0  | 0  | 0  | 2   | —  | — | — | — | —  |
| 2010–2011   | Shattuck-St. Mary's Sabres   |             | 54  | 14 | 34 | 48 | 30  | —  | — | — | — | —  |
| 2011–2012   | Penticton Vees               | BCHL        | 51  | 24 | 59 | 83 | 42  | 15 | 1 | 7 | 8 | 10 |
| 2012–2013   | Minnesota Golden Gophers     | NCAA        | 37  | 3  | 11 | 14 | 14  | —  | — | — | — | —  |
| 2013–2014   | Minnesota Golden Gophers     | NCAA        | 41  | 9  | 24 | 33 | 18  | —  | — | — | — | —  |
| 2014–2015   | Minnesota Golden Gophers     | NCAA        | 39  | 6  | 36 | 42 | 44  | —  | — | — | — | —  |
| 2015–2016   | Minnesota Wild               | NHL         | 29  | 1  | 6  | 7  | 8   | —  | — | — | — | —  |
|             | Iowa Wild                    | AHL         | 45  | 5  | 18 | 23 | 10  | —  | — | — | — | —  |
| 2016–2017   | Minnesota Wild               | NHL         | 17  | 1  | 0  | 1  | 2   | —  | — | — | — | —  |
|             | Iowa Wild                    | AHL         | 57  | 5  | 25 | 30 | 48  | —  | — | — | — | —  |
| 2017–2018   | Minnesota Wild               | NHL         | 38  | 2  | 8  | 10 | 18  | —  | — | — | — | —  |
|             | Iowa Wild                    | AHL         | 1   | 1  | 0  | 1  | 2   | —  | — | — | — | —  |
|             | Montreal Canadiens           | NHL         | 19  | 0  | 8  | 8  | 8   | —  | — | — | — | —  |
| 2018–2019   | Montreal Canadiens           | NHL         | 57  | 3  | 8  | 11 | 16  | —  | — | — | — | —  |
| 2019–2020   | Montreal Canadiens           | NHL         | 14  | 0  | 4  | 4  | 6   | —  | — | — | — | —  |
|             | Ottawa Senators              | NHL         | 30  | 1  | 11 | 12 | 18  | —  | — | — | — | —  |
| 2020–2021   | Ottawa Senators              | NHL         | 40  | 0  | 19 | 19 | 18  | —  | — | — | — | —  |
|             | Boston Bruins                | NHL         | 15  | 0  | 8  | 8  | 4   | 11 | 0 | 4 | 4 | 8  |
| 2021–2022   | Boston Bruins                | NHL         | 70  | 4  | 13 | 17 | 32  | 5  | 0 | 0 | 0 | 2  |
| 2022–2023   | Boston Bruins                | NHL         | 10  | 0  | 1  | 1  | 2   | —  | — | — | — | —  |
|             | Providence Bruins            | AHL         | 36  | 7  | 19 | 26 | 34  | 1  | 0 | 0 | 0 | 0  |
| NHL totalt  | NHL totalt                   | NHL totalt  | 339 | 12 | 86 | 98 | 132 | 16 | 0 | 4 | 4 | 10 |
| AHL totalt  | AHL totalt                   | AHL totalt  | 139 | 18 | 62 | 80 | 94  | 1  | 0 | 0 | 0 | 0  |
| NCAA totalt | NCAA totalt                  | NCAA totalt | 117 | 18 | 71 | 89 | 76  | —  | — | — | — | —  |

### Internationellt
| Källa: Uppdaterad: 2023-01-06 | Källa: Uppdaterad: 2023-01-06 | Källa: Uppdaterad: 2023-01-06 |         | Utv = Utvisningsminuter | Utv = Utvisningsminuter | Utv = Utvisningsminuter | Utv = Utvisningsminuter | Utv = Utvisningsminuter |
| År                            | Lag                           | Mästerskap                    | Matcher | Mål                     | Assists                 | Poäng                   | Utv                     |                         |
| ----------------------------- | ----------------------------- | ----------------------------- | ------- | ----------------------- | ----------------------- | ----------------------- | ----------------------- | ----------------------- |
| 2013                          | USA                           | JVM                           | 7       | 1                       | 2                       | 3                       | 4                       |                         |
| 2015                          | USA                           | VM                            | 10      | 0                       | 1                       | 1                       | 0                       |                         |
| Junior totalt                 | Junior totalt                 | Junior totalt                 | 7       | 1                       | 2                       | 3                       | 4                       |                         |
| Senior totalt                 | Senior totalt                 | Senior totalt                 | 10      | 0                       | 1                       | 1                       | 0                       |                         |